# Green Bay Packers 1969
La stagione 1969 dei Green Bay Packers è stata la 49ª della franchigia nella National Football League. Sotto la direzione del capo-allenatore al secondo anno Phil Bengtson, la squadra terminò con un record di 8-6 record, terminando terza nella Central Division della Western Conference.
Senza la disciplina di Vince Lombardi a guidare i Packers per la prima volta in un decennio, Green Bay iniziò la stagione con un record di 5–2 ma non riuscì a tenere tale ritmo. Rallentata da infortuni e gioco incostante, riuscì comunque a far registrare più vittorie che sconfitte per la decima volta negli ultimi undici anni.
Malgrado il record positivo, per il termine della stagione diversi Hall of Famer se ne andarono o si ritirarono (tra i quali Willie Davis e  Herb Adderley), lasciando una squadra da ricostruire. 

## Roster
| Roster dei Green Bay Packers nel 1968 |
| --- |
| Quarterback - Don Horn - Bart Starr Running Back - Donny Anderson RB/P - Jim Grabowski FB - Dave Hampton - Elijah Pitts - Perry Williams - Travis Williams Wide Receiver - Carroll Dale - Boyd Dowler - John Spilis Tight End - Marv Fleming - Ron Jones Offensive Linemen - Dave Bradley G - Ken Bowman C - Gale Gillingham G - Forrest Gregg T - Bill Hayhoe - Bob Hyland - Dick Himes T - Bill Lueck G - Francis Peay T Defensive Linemen - Lionel Aldridge DE - Bob Brown DT - Willie Davis DE - Henry Jordan DT - Rich Moore DT - Jim Weatherwax - Francis Winkler DE Linebacker - Lee Roy Caffey OLB - Fred Carr OLB - Jim Flanigan Sr. - Ray Nitschke ILB - Dave Robinson OLB - Phil Vandersea Defensive Back - Herb Adderley CB - Doug Hart SS/CB - Bob Jeter CB - John Rowser CB - Gordon Rule - Willie Wood SS/PR Special Team - Booth Lusteg K - Mike Mercer K Lista delle riserve - Claudis James WR                                                                         |
| Legenda - I rookie sono in corsivo. - Il primo ruolo è il principale mentre gli eventuali successivi indicano i ruoli secondari. - (IR) sta per Injured Reserve ed indica la lista ristretta per un solo giocatore infortunato che può tornare ad allenarsi dopo la settimana 6 e a rientrare in prima squadra dopo che questa ha giocato 8 partite. - (NF-Inj.) / (NF-Ill.) stanno rispettivamente per Non-Football Injured e Non-Football Illness ed indicano le liste dove viene inserito un giocatore che ha un infortunio o una malattia non dipendente dal football americano. - (PUP) sta per Physically Unable to Perform ed indica la lista dove viene inserito un giocatore mentre è in attesa di recuperare la condizione fisica. Nella stagione regolare dopo la sesta partita giocata dalla propria squadra, il giocatore ha tempo tre settimane per riprendere ad allenarsi, più tre settimane aggiuntive dal suo rientro agli allenamenti per rientrare in prima squadra. |

## Calendario
| Stagione regolare |              |                        |           |        |                               |          |
| Turno             | Data         | Avversario             | Risultato | Record | Stadio                        | Pubblico |
| 1                 | 17 settembre | Detroit Lions          | P 17–17   | 0–0–1  | Lambeau Field                 | 50,861   |
| 2                 | 24 settembre | Chicago Bears          | V 13–10   | 1–0–1  | Lambeau Field                 | 50,861   |
| 3                 | 1 ottobre    | Atlanta Falcons        | V 23–0    | 2–0–1  | Milwaukee County Stadium      | 49,467   |
| 4                 | 8 ottobre    | at Detroit Lions       | V 27–17   | 3–0–1  | Tiger Stadium                 | 57,877   |
| 5                 | 15 ottobre   | Minnesota Vikings      | S 7–10    | 3–1–1  | Milwaukee County Stadium      | 49,601   |
| 6                 | 22 ottobre   | at New York Giants     | V 48–21   | 4–1–1  | Yankee Stadium                | 62,585   |
| 7                 | 30 ottobre   | at St. Louis Cardinals | V 31–23   | 5–1–1  | Busch Memorial Stadium        | 49,792   |
| 8                 | 5 novembre   | at Baltimore Colts     | S 10–13   | 5–2–1  | Memorial Stadium              | 60,238   |
| 9                 | 12 novembre  | Cleveland Browns       | V 55–7    | 6–2–1  | Milwaukee County Stadium      | 50,074   |
| 10                | 19 novembre  | San Francisco 49ers    | V 13–0    | 7–2–1  | Lambeau Field                 | 50,861   |
| 11                | 26 novembre  | at Chicago Bears       | V 17–13   | 8–2–1  | Wrigley Field                 | 47,513   |
| 12                | 3 dicembre   | at Minnesota Vikings   | V 30–27   | 9–2–1  | Metropolitan Stadium          | 47,693   |
| 13                | 9 dicembre   | at Los Angeles Rams    | S 24–27   | 9–3–1  | Los Angeles Memorial Coliseum | 76,637   |
| 14                | 17 dicembre  | Pittsburgh Steelers    | S 17–24   | 9–4–1  | Lambeau Field                 | 50,861   |

Note: gli avversari della propria conference sono in grassetto.
| Stagione regolare |              |                        |           |        |                               |          |         |
| Turno             | Data         | Avversario             | Risultato | Record | Stadio                        | Pubblico | Sintesi |
| 1                 | 21 settembre | Chicago Bears          | V 17–0    | 1–0    | Lambeau Field                 | 50,861   | Recap   |
| 2                 | 28 settembre | San Francisco 49ers    | V 14–7    | 2–0    | Milwaukee County Stadium      | 48,184   | Recap   |
| 3                 | 5 ottobre    | at Minnesota Vikings   | S 7–19    | 2–1    | Memorial Stadium              | 60,740   | Recap   |
| 4                 | 12 ottobre   | at Detroit Lions       | V 28–17   | 3–1    | Tiger Stadium                 | 58,384   | Recap   |
| 5                 | 19 ottobre   | at Los Angeles Rams    | S 21–34   | 3–2    | Los Angeles Memorial Coliseum | 78,947   | Recap   |
| 6                 | 26 ottobre   | Atlanta Falcons        | V 28–10   | 4–2    | Lambeau Field                 | 50,861   | Recap   |
| 7                 | 2 novembre   | at Pittsburgh Steelers | V 38–34   | 5–2    | Pitt Stadium                  | 46,403   | Recap   |
| 8                 | 9 novembre   | at Baltimore Colts     | S 6–14    | 5–3    | Memorial Stadium              | 60,238   | Recap   |
| 9                 | 16 novembre  | Minnesota Vikings      | S 7–9     | 5–4    | Milwaukee County Stadium      | 48,321   | Recap   |
| 10                | 23 novembre  | Detroit Lions          | S 10–16   | 5–5    | Lambeau Field                 | 50,861   | Recap   |
| 11                | 30 novembre  | New York Giants        | V 20–10   | 6–5    | Milwaukee County Stadium      | 48,156   | Recap   |
| 12                | 7 dicembre   | at Cleveland Browns    | S 7–20    | 6–6    | Cleveland Stadium             | 82,137   | Recap   |
| 13                | 14 dicembre  | at Chicago Bears       | V 21–3    | 7–6    | Wrigley Field                 | 45,216   | Recap   |
| 14                | 21 dicembre  | St. Louis Cardinals    | V 45–28   | 8–6    | Lambeau Field                 | 50,861   | Recap   |

Note: gli avversari della propria division sono in grassetto.

## Classifiche
| NFL Central       |    |    |   |      |     |       |     |     |     |
|                   | V  | S  | P | %    | DIV | CONF  | PF  | PS  | STR |
| Minnesota Vikings | 12 | 2  | 0 | .857 | 6–0 | 9–1   | 379 | 133 | S1  |
| Detroit Lions     | 9  | 4  | 1 | .692 | 3–3 | 6–3–1 | 259 | 188 | V2  |
| Green Bay Packers | 8  | 6  | 0 | .571 | 3–3 | 5–5   | 269 | 221 | V2  |
| Chicago Bears     | 1  | 13 | 0 | .071 | 0–6 | 0–10  | 210 | 339 | S6  |

Nota:  i pareggi non venivano conteggiati ai fini della classifica fino al 1972.